# レオポルド・ロペス
レオポルド・エドゥアルド・ロペス・メンドーサ（スペイン語: Leopoldo Eduardo López Mendoza、1971年4月29日 -）は、ベネズエラの政治家。2000年から2008年にかけてチャカオ市市長を務めた。ウゴ・チャベスやニコラス・マドゥロの反米左翼政権に対する反体制派で、野党連合民主統一会議に参加する中道政党大衆意思党を創設した。2014年に反政府デモを扇動したとして投獄された。2017年からは自宅軟禁に切り替えられた。2019年4月30日に軟禁状態を逃れてスペイン大使公邸に移った。現在もスペイン大使公邸に滞在している。
2019年に暫定大統領を宣言したフアン・グアイドは彼の弟子として政界入りした人物である。

## 来歴
1971年4月29日にベネズエラ首都カラカスの名家に生まれる。母アントニータ・メンドーサ・デ・ロペス(Antonieta Mendoza de Lópe)は、農業相エドゥアルド・メンドーサ・ゴイティコアの娘で巨大メディアシスネロス・グループの重役だった。 父のレオポルド・ロペス・ギル(Leopoldo López Gil)はレストラン経営者でエル・ナシオナルの編集委員だった。
母方のメンドーサ家はベネズエラ屈指の名門家であり、彼はベネズエラ第一共和国大統領クリストバル・メンドーサの直系子孫（来孫）にあたる。またベネズエラ第二共和国・ベネズエラ第三共和国・大コロンビア大統領シモン・ボリバルの姉フアナ・ボリバル・パラシオスの直系子孫（来孫）でもある。父方の祖父レオポルド・ロペス・オルテガ(Leopoldo López Ortega)と大伯父ラファエル・エルネスト・ロペス・オルテガ(Rafael Ernesto López Ortega)は、サンバーナーディノ中央病院(Centro Medico of San Bernardino)の創設者として著名な医者だった。ラファエルはエレアサル・ロペス・コントレーラス大統領の下で教育相も務めていた。
アメリカ合衆国・ニュージャージー州のハン・スクール・オブ・プリンセトン、オハイオ州のケニオン大学、ハーバード大学大学院のケネディスクールを卒業し、1996年に公共政策修士を取得した。
1996年から1999年にかけてPDVSAでアナリスト、コンサルタントとして働いた。またカトリカ・アンドレス・ベジョ大学経済学部で制度派経済学の教授を務めた。
学生時代の1992年にフリオ・ボルヘスらとともに中道右派政党正義第一党の共同創設者となる。後に正義第一党を去り、正義第一党より左寄りで社会主義インターナショナルに加盟する中道政党大衆意思党を創設した。
2000年に51%の得票を得てチャカオ市の市長に当選。2004年の選挙でも81%の得票を得て再選された。しかし2008年4月には検察の裁定により「汚職を働いた」とされて11月の市長選挙に立候補することを禁じられた。この時ロペスの他にも数百人の政治家を対象に立候補禁止が行われたが、そのうち80%が野党の政治家だった。立候補を禁じられた政治家の中でも特に著名な政治家だったロペスは、裁定に異議を唱えた。ロペスはウゴ・チャベス政権が地方選挙に野党が勝利しそうな情勢なので政治弾圧を強行したと批判した。ロペスは米州人権委員会に提訴を行い、勝訴したものの、ベネズエラ最高裁はその判決に従わなかった。
2009年12月5日には、大衆意思党を創設し、「エリート間の合意や交渉によってではなく、ボトムアップからの新しい多数派を形成する。長い道のりだが、これが私たちの勝利の唯一の道である」と述べた。

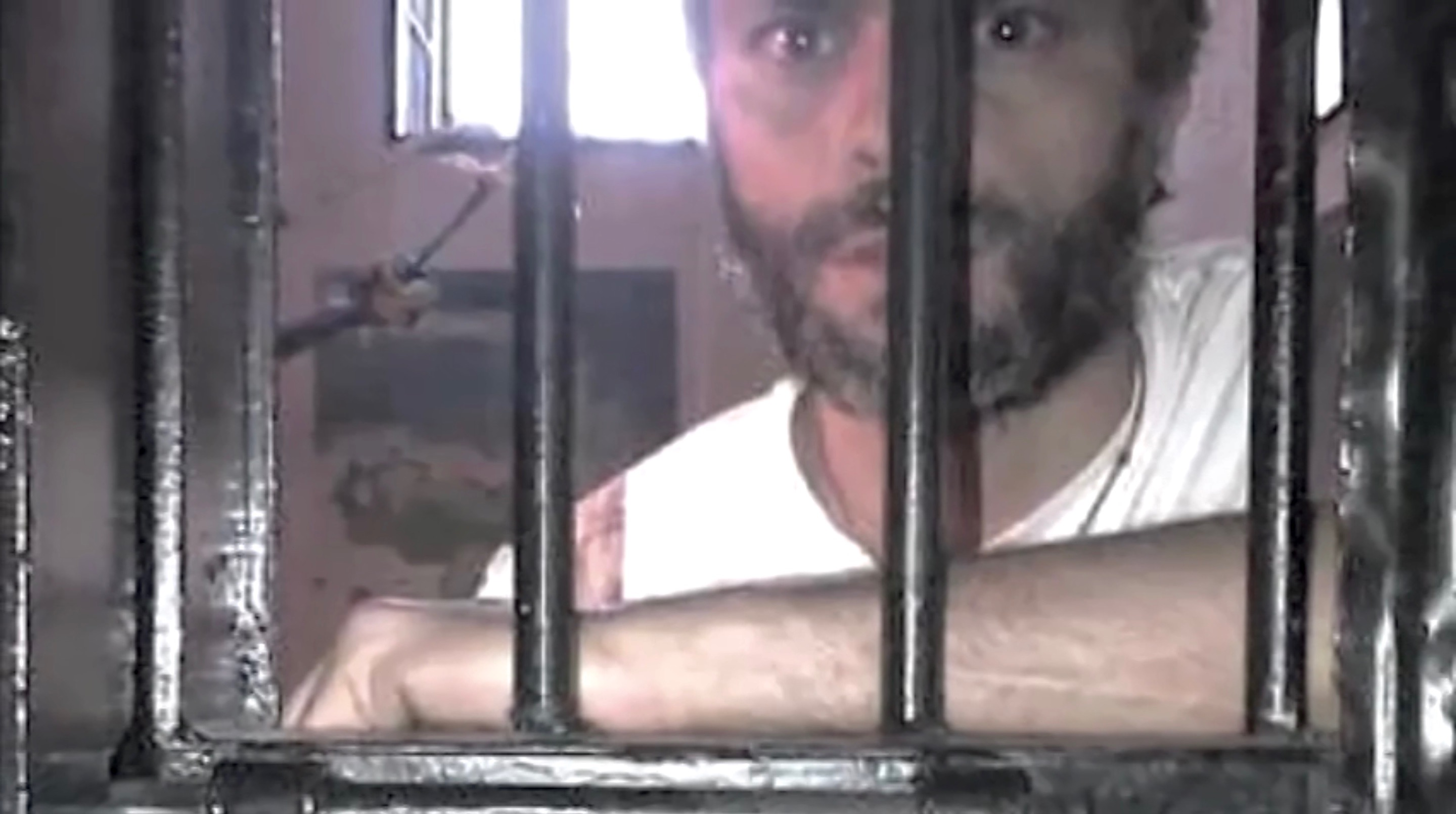
獄中のロペス(2017年5月16日ラモ・ベルデ刑務所)

2014年2月12日以降、首都カラカスを中心に国中でニコラス・マドゥロの退陣を求める抗議デモが発生。ロペスは反政府デモを扇動したとされて、2月18日に逮捕され、2015年に国家扇動罪で14年近い禁固刑を受けて軍刑務所に投獄された。この判決の際ロペスは裁判官に「有罪判決ならば、判決を聞く私よりそれを読み上げる貴方の方が恐怖を感じるはずだ。貴方は私が無実だと知っているのだから」と述べたという。
獄中の夫に代わって妻のリリアン・ティントリが反政府デモの先頭に立つようになった。
2017年7月に「健康上の理由」として釈放され、自宅軟禁に切り替えられた。政治犯の象徴だったロペスを釈放することで政府批判の高まりを和らげたいというマドゥロ政権の意向が働いたと見られている。
しかし同年8月1日には前カラカス市長アントニオ・レデスマとともに再度拘束された。ロペスがその直前にインターネットに投降した動画の中で「マドゥロ氏の狙いは民主主義を転覆し国民に絶対服従を強いることだ」と抗議を呼びかけていたためとみられる。8月5日には再度釈放され、再び自宅軟禁となった。
2018年にはノーベル平和賞にノミネートされた
2019年1月に暫定大統領に就任宣言したフアン・グアイドはロペスの弟子として政界入りした人物である。2019年にロペスはグアイドを国民議会で大衆意思党を率いる指導者に指名した。
2019年4月30日に自宅軟禁を逃れてチリ大使館に身を寄せ、その後スペイン大使館へ移った。チリ外相によればロペスは亡命を望んでいるわけではないという。マドゥロ政権はスペイン政府に対してロペスの身柄引き渡し請求を行ったが、5月2日にスペイン政府は「いかなる状況においても、レオポルド・ロペス氏をベネズエラ当局に引き渡すことも、大使公邸を立ち去るよう求めることも想定していない」と身柄引き渡しを拒否する声明を出した。
マドゥロ政権は、ベネズエラ情報機関SEBIN長官マヌエル・クリストファー・フィゲラがロペスを解放した人物と見てフィゲラを解任した。これに対してマドゥロ政権高官に経済制裁を科しているアメリカ政府は、5月7日にもフィゲラについて経済制裁を解除した。
2020年10月23日にスペイン大使館を離れコロンビアに入国、その後スペインのマドリードに向かう。